# Episodi di Daktari (quarta stagione)
La quarta stagione della serie televisiva Daktari è andata in onda negli Stati Uniti dal 25 settembre 1968 al 15 gennaio 1969 sulla CBS.
| nº | Titolo originale           | Prima TV USA      | Titolo italiano | Prima TV Italia |
| -- | -------------------------- | ----------------- | --------------- | --------------- |
| 1  | A Family for Jenny         | 25 settembre 1968 |                 |                 |
| 2  | Clarence, the Lion-Hearted | 2 ottobre 1968    |                 |                 |
| 3  | African Heritage           | 9 ottobre 1968    |                 |                 |
| 4  | The Outsider               | 16 ottobre 1968   |                 |                 |
| 5  | Strike Like a Lion         | 23 ottobre 1968   |                 |                 |
| 6  | Adam and Jenny             | 30 ottobre 1968   |                 |                 |
| 7  | A Man's Man                | 6 novembre 1968   |                 |                 |
| 8  | The Runaways               | 13 novembre 1968  |                 |                 |
| 9  | African Showdown           | 20 novembre 1968  |                 |                 |
| 10 | Once Upon a Fang           | 27 novembre 1968  |                 |                 |
| 11 | The Divining Rods          | 11 dicembre 1968  |                 |                 |
| 12 | The Discovery              | 18 dicembre 1968  |                 |                 |
| 13 | Jungle Heartbeat           | 1º gennaio 1969   |                 |                 |
| 14 | A Tiger's Tale             | 8 gennaio 1969    |                 |                 |
| 15 | Judy Comes Home            | 15 gennaio 1969   |                 |                 |

## A Family for Jenny
- Prima televisiva: 25 settembre 1968

### Trama
- Guest star: Joan Anderson (June Pearce), Ross Hagen (Bart Jason), Erin Moran (Jenny Jones)

## Clarence, the Lion-Hearted
- Prima televisiva: 2 ottobre 1968

### Trama
- Guest star: Ross Hagen (Bart Jason), Erin Moran (Jenny Jones)

## African Heritage
- Prima televisiva: 9 ottobre 1968

### Trama
- Guest star: Erin Moran (Jenny Jones)

## The Outsider
- Prima televisiva: 16 ottobre 1968

### Trama
- Guest star: Percy Rodrigues (M'Kono), Erin Moran (Jenny Jones), Ross Hagen (Bart Jason), Diane Shalet (Anne)

## Strike Like a Lion
- Prima televisiva: 23 ottobre 1968

### Trama
- Guest star: Erin Moran (Jenny Jones)

## Adam and Jenny
- Prima televisiva: 30 ottobre 1968
- Diretto da: Paul Landres
- Soggetto di: Malvin Wald, Ted Herbert

### Trama
- Guest star: Erin Moran (Jenny Jones), Ross Hagen (Bart Jason), Joan Anderson (June Pearce), Pepe Brown (Adam), Louis Gossett Jr. (Mkono), Maidie Norman (Mwanda)

## A Man's Man
- Prima televisiva: 6 novembre 1968
- Diretto da: Paul Landres
- Scritto da: Robert Lees

### Trama
- Guest star: Stephen McNally (Chet Rainey), Ross Hagen (Bart Jason), Eddie Applegate (figlio di Ted Rainey), Erin Moran (Jenny Jones)

## The Runaways
- Prima televisiva: 13 novembre 1968

### Trama
- Guest star: Sid Melton (Bixbee), Ross Hagen (Bart Jason), Joan Anderson (June Pearce), Erin Moran (Jenny Jones)

## African Showdown
- Prima televisiva: 20 novembre 1968

### Trama
- Guest star: Tony Monaco (Radcliff), Alan Hale Jr. (Big Joe Wonder), Ross Hagen (Bart Jason), Erin Moran (Jenny Jones)

## Once Upon a Fang
- Prima televisiva: 27 novembre 1968

### Trama
- Guest star: Erin Moran (Jenny Jones), Ross Hagen (Bart Jason), Adolph Caesar (Nyanza), Glynn Turman (Usumbu)

## The Divining Rods
- Prima televisiva: 11 dicembre 1968
- Diretto da: Paul Landres
- Scritto da: Jack Jacobs

### Trama
- Guest star: Erin Moran (Jenny Jones), Ross Hagen (Bart Jason), Bruce Bennett (Charlie Rone), Brett Parker (Tom Otis)

## The Discovery
- Prima televisiva: 18 dicembre 1968

### Trama
- Guest star: Mike Road (Brocki), Erin Moran (Jenny Jones), Ross Hagen (Bart Jason), June Vincent (Nadjia)

## Jungle Heartbeat
- Prima televisiva: 1º gennaio 1969

### Trama
- Guest star: Erin Moran (Jenny Jones), Ross Hagen (Bart Jason), Mark Dymally (capo), Ed Thigpen (Kupiga)

## A Tiger's Tale
- Prima televisiva: 8 gennaio 1969

### Trama
- Guest star: Ross Hagen (Bart Jason), Erin Moran (Jenny Jones)

## Judy Comes Home
- Prima televisiva: 15 gennaio 1969

### Trama
- Guest star: Erin Moran (Jenny Jones)